# 184 до н. е.

## Події
Консулами Римської республіки були обрані Публій Клавдій Пульхр і Луцій Порцій Ліцин.
Лю Хун став імператором династії Хань (посмертне ім'я — Імператор Шао)

### Астрономічні явища
- 6 травня. Повне сонячне затемнення.[1]
- 29 жовтня. Кільцеподібне сонячне затемнення.[1]

## Померли
- Лю Ґун — імператор династії Хань у 188 — 184 до н. е. (посмертне ім'я — Імператор Шао)